# Le Miroir des idées
Le Miroir des idées est un ensemble de courts essais de Michel Tournier, publié en 1994.
Dans cet ouvrage, Tournier parle d'une centaine de sujets regroupés chacun autour d'une opposition véritable ou supposée. Le choix de ce nombre de couples est en rapport avec le nombre de catégories de concepts-clefs autour desquels, selon lui, s'articule la pensée. Cette façon de procéder semble prendre sa source dans l'opposition construite dans les essais de Gaston Bachelard à qui il dédicace le recueil, qui prend forme dès Vendredi ou les Limbes du Pacifique à partir de 1967 et plus explicitement dans Le Tabor et le Sinaï en 1988, et se retrouve par la suite dans certains des textes de Célébrations en 1999.
Une version corrigée et augmentée est parue en 1996 aux Éditions Gallimard, collection Folio no 2882.